# Hippopsicon cordicolle
Hippopsicon cordicolle är en skalbaggsart som beskrevs av Stefan von Breuning 1942. Hippopsicon cordicolle ingår i släktet Hippopsicon och familjen långhorningar. Inga underarter finns listade i Catalogue of Life.